# Justin Turner
Justin Matthew Turner (Long Beach, 23 novembre 1984) è un giocatore di baseball statunitense che gioca nel ruolo di interno per i Toronto Blue Jays della Major League Baseball (MLB).

## Gli inizi
Turner frequentò la Mayfair High School di Lakewood in California e finita la scuola superiore, la California State University di Fullerton.

## Minor League
Turner venne selezionato originariamente nel 29º turno del draft MLB 2005 dai New York Yankees, ma rifiutò proseguendo gli studi. Entrò nel baseball professionistico quando venne selezionato al 7º giro del draft amatoriale del 2006 come 204ª scelta dai Cincinnati Reds. Iniziò a giocare nelle minor league nella Pioneer League con i Billings Mustangs nel 2006 chiudendo con .338 in media battuta, 41 punti battuti a casa (RBI) e 53 punti in 60 partite. Nel 2007 giocò nella Midwest League (livello A) con i Dayton Dragons in 117 partite con .311 alla battuta, 59 RBI e 70 punti. Successivamente passò nella Florida State League (FSL) (A+) con i Sarasota Reds dove giocò 6 partite con .200 alla battuta e 2 punti.
Nel 2008 giocò 33 partite con .316 alla battuta, 11 RBI e 23 punti ancora con i Sarasota Reds e poi nella Southern League (AA) con i Chattanooga Lookouts in 78 partite con .289 alla battuta, 42 RBI e 45 punti. Il 9 dicembre i Reds scambiarono Turner, Brandon Warling e Ryan Freel con i Baltimore Orioles in cambio di Ramon Hernandez e una somma in denaro.
Nel 2009 giocò nella International League (INT) (AAA) con i Nortfolk Tides in 108 partite con .300 alla battuta, 43 RBI e 54 punti. Nel 2010 giocò 23 partite ancora con i Nortfolk Tides finendo con .333 alla battuta, 35 RBI e 58 punti. Successivamente sempre nella INT con i Buffalo Bisons in 78 partite con .333 alla battuta, 35 RBI e 58 punti. Nel 2011, Turner giocò 11 partite con .300 alla battuta, 2 RBI e 6 punti con i Buffalo Bisons, mentre nel 2012 giocò sempre con i Bisons 2 partite finendo con .250 alla battuta.
Nel 2013, Turner, mentre faceva parte dell'organizzazione dei New York Mets, giocò nella Gulf Coast League con i GCL Mets finendo con .000 alla battuta in una partita, successivamente giocò nella New York-Penn League con i Brooklyn Cyclones finendo con .300 alla battuta 2 punti in 3 partite. Successivamente giocò nella FSL con i St. Lucie Mets disputando una sola gara senza battere valide. Infine giocò nella Eastern League (AA) con i Binghamton Mets finendo con .400 alla battuta, un RBI e 5 punti in 4 partite disputate.

## Major League

### Baltimore Orioles
Turner debuttò nella MLB l'8 settembre 2009, al Fenway Park di Boston, contro i Boston Red Sox. In quell'anno giocò in 12 partite, di cui 3 come titolare, chiudendo con .167 alla battuta, 3 RBI e 2 punti. L'anno successivo giocò solamente 5 partite, di cui 2 da partente, senza battere alcuna valida, prima di venire scambiato con i New York Mets.

### New York Mets
Nel 2010, Turner scese in campo in 4 partite, una delle quali come titolare, con .125 alla battuta e un punto segnato. Nel 2011 firmò un contratto annuale per 414.000 dollari, giocando con i Mets 117 partite (102 come titolare), venendo premiato nel mese di maggio come vinse il premio rookie del mese. Chiuse con .260 alla battuta, 51 RBI e 49 punti segnati.
Il 10 marzo 2012, Turner firmò un contratto di un anno del valore di 491.000 dollari, giocando 94 partite (31 come titolare) finendo con .269 alla battuta, 19 RBI e 20 punti segnati.

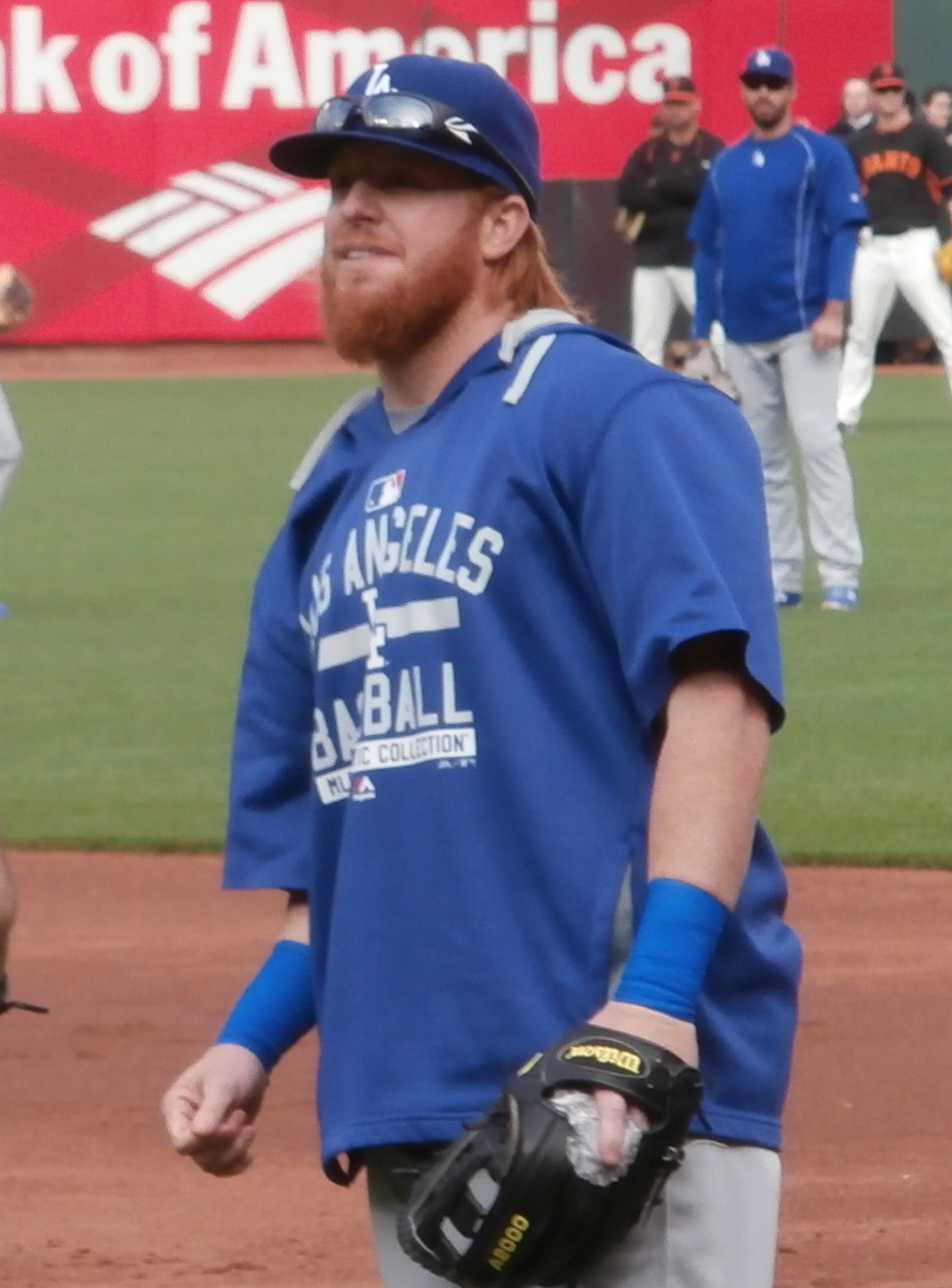
Turner nel 2015 con i Dodgers

Il 3 marzo 2013, Turner firmò per un altro anno un contratto da 504.547 dollari. Il 16 dello stesso mese durante un incontro di pre-stagione si infortunò alla caviglia, perdendo una settimana di gioco. Il 27 dello stesso mese si infortunò al polpaccio. Il 17 giugno venne messo sulla lista infortunati per uno stiramento intercostale nella zona sinistra del torace. Il 13 luglio venne assegnato ai GCL Mets nella Minor League per la riabilitazione. Il giorno seguente passò ai St. Lucie Mets. Il 22 luglio tornò in prima squadra. Chiuse con .280 alla battuta, 16 RBI e 12 punti in 86 partite, di cui 37 da partente. Il 2 dicembre 2013 divenne free agent.

### Los Angeles Dogders
Il 5 febbraio 2014, Turner firmò con i Los Angeles Dodgers. Il primo anno con la nuova uniforme fu quello della consacrazione, guidando la squadra con una media battuta di .340, battendo 7 fuoricampo e 43 RBI. Il 6 luglio 2017, Turner fu convocato per il suo primo All-Star Game. Nei playoff, Turner fu premiato come miglior giocatore delle National League Championship Series assieme al compagno Chris Taylor. I Dodgers così giunsero fino al World Series 2017 dove furono sconfitti dagli Houston Astros per quattro gare a tre, in una serie, a differenza della precedente, disputata sottotono da Turner.
Nel 2018, dopo essere stato nominato ad agosto giocatore del mese della National League, chiuse la stagione con una media battuta di .312, battendo 14 fuoricampo e 52 RBI. Alle Division Series di quell'anno disputate contro gli Atlanta Braves raggiunse la base 9 volte su 18 apparizioni in battuta, mentre alle World Series batté .333, in una serie che ha vide i Dodgers nuovamente sconfitti, questa volta contro i Boston Red Sox.
Il 14 giugno 2019 realizzò il suo fuoricampo numero 100 in carriera, su un lancio di Kyle Hendricks dei Chicago Cubs. La sua media battuta in regular season fu di .290 con 27 fuoricampo e 67 RBI, ma in postseason la squadra fu sorprendentemente eliminata alle Division Series dai futuri campioni dei Washington Nationals.
Nell'arco della regular season della stagione 2020, notevolmente accorciata per via della pandemia di COVID-19, in 42 partite registrò una media battuta di .307, 4 fuoricampo e 23 RBI. In gara 3 delle Division Series contro i San Diego Padres, la sua sessantaquattresima valida battuta in postseason con la maglia dei Dodgers gli fece stabilire un nuovo record franchigia, superando Steve Garvey che era fermo a 63 valide. Alle World Series 2020 il suo contributo offensivo fu di 8 valide (tra cui due fuoricampo) in 25 turni di battuta. I Dodgers tornarono ad essere campioni dopo 32 anni. Durante l'ottavo inning di gara 6 che diede il titolo ai losangelini, Turner fu sostituito poiché a partita in corso arrivò la notizia della sua positività al COVID-19. Nonostante i protocolli, raggiunse comunque i compagni in campo per celebrare il trionfo.

### Boston Red Sox
Il 18 dicembre 2022 i Boston Red Sox annunciano l'acquisizione di Turner.

## Palmarès

### Club
- World Series: 1

Los Angeles Dodgers: 2020

### Individuale
- MLB All-Star: 2

2017, 2021
- MVP della National League Championship Series: 1

2017
- Giocatore del mese: 1

NL: agosto 2018
- Esordiente del mese: 1

NL: maggio 2011